# Сент-Арну-ан-Ивелин
Сент-Арну-ан-Ивелин (фр. Saint-Arnoult-en-Yvelines) — коммуна во Франции в департаменте Ивелин региона Иль-де-Франс. Входит в состав кантона Сент-Арну-ан-Ивелин. Округ коммуны — Рамбуйе.
Код INSEE коммуны 78537. Население коммуны по состоянию на 2007 год — 5 842 человека.